# أوسكار مينامبريس
أوسكار مينامبريس باسكوال (بالإسبانية: Óscar Miñambres)‏، من مواليد 1 يناير 1981 في فوينلابرادا في إسبانيا، لاعب كرة قدم إسباني سابق.
بدأ مسيرته مع ريال مدريد ج في موسم 2000/2001، ولعب معهم 30 مباراة وسجل هدفين، وفي عام 2001 انتقل إلى ريال مدريد، وفي موسم 2004/2005 أعير إلى نادي إسبانيول، وهو الآن معتزل بسبب عدم قدرته على مواصلة اللعب جراء إصاباته المتكررة.